# Hörnasjön (Bredareds socken, Västergötland)
Hörnasjön är en sjö i Borås kommun i Västergötland och ingår i Göta älvs huvudavrinningsområde.